# 川內村
川内村（日语：／ Kawauchi mura */?）是位于福島縣双葉郡的一村。